# 김동욱 (1991년)
김동욱(한국 한자: 金東煜, 1991년 3월 10일 ~ )은 대한민국의 축구 선수이며, 포지션은 센터백이다.